# Ravageurs du soya
Liste non exhaustive des ravageurs du soya (Glycine max).

## Mollusque
- Deroceras reticulatum (limace réticulée),

## Arachnides
- Tetranychus urticae (tétranyque à deux points),

## Insectes
Diverses espèces d'insectes attaquent le soya.

### Coléoptères
- Epilachna varivestis (coccinelle mexicaine du haricot),
- Certoma trifurcata (chrysomèle du haricot),
- Oberea brevis (coléoptère à anneaux, foreur de la tige),
- Popillia japonica (scarabée japonais),
- Phyllophaga anxia (hanneton commun du Québec),
- Rhizotrogus majalis (hanneton européen),
- Sternechus subsignatus (coléoptère à anneaux, foreur de la tige),

### Diptères
- Delia platura (mouche des légumineuses, mouche grise des semis).
- Delia florilega (mouche des semis)[1]
- Melanagromyza shibatsuji (mouche de la tige[1]
- Melanagromyza sojae (mouche mineuse)
- Melanagromyza dolichostigma (mouche mineuse)
- Melanagromyza vignalis (mouche mineuse)
- Ophiomyia centrosematis[1]
- Ophiomyia phaseoli (mouche mineuse du haricot)[1]
- Rivellia apicalis (cécidomyie des racines du soja)[1].
- Rivellia basilaris[1]
- Rivellia quadrifasciata (mouche des nodosités du soja)[1]

### Hémiptères
- Aphis glycines (puceron du soya)[2],
- Nezara viridula (punaise verte),
- Euschistus servus (punaise fétide),
- Lygus lineolaris (punaise terne),
- Piezodorus guildinii (petite punaise puante),
- Riptortus linearis,

### Lépidoptères
- Etiella zinckenella (foreur des gousses de haricot de Lima, pyrale des haricots),
- Elasmopalpus lignosellus (petite perceuse de la tige du maïs)[1],
- Ostrinia nubilalis (pyrale du maïs),
- Anticarsia gemmatalis (chenille du pois mascate),
- Chrysodeixis includens (arpenteuse du soja),
- Helicoverpa armigera (chenille des épis du maïs),
- Spilosoma obliqua (chenille poilue du Bihar),
- Lamprosema indicata (pyrale),
- Leguminivora glycinivorella (tordeuse du soja),

## Nématodes
- Heterodera glycines (nématode du soja, nématode à kystes du soja),
- Rotylenchulus reniformis (nématode réniforme),
- Meloidogyne javanica (nématode galligène),